# ターナー・アシュビー
ターナー・アシュビー・ジュニア（英語: Turner Ashby, Junior, 1828年10月23日-1862年6月6日）は、アメリカ連合国の騎兵准将である。南北戦争においてシェナンドー渓谷でストーンウォール・ジャクソンの騎兵指揮官として傑出した働きをし、1862年の戦闘で戦死していなければ、この戦争で最も有名な騎兵指揮官になっていた可能性がある。

## 初期の経歴
アシュビーはバージニア州フォーキア郡にある「ローズバンク」プランテーションで、ターナー・シニアとドロテア・グリーンのアシュビー夫妻の子供として生まれた。子供の時は近くのグース・クリークでしばしば水遊びをした。まだ幼いときに父が死に、母の手で育てられた。後年、子供時代を過ごした家の近くに住まいを購入し、それをウルフズクラッグと名付けた。父は米英戦争の時に大佐として戦っており、祖父のジャック・アシュビーはアメリカ独立戦争の時に大尉として従軍していた。
アシュビーは家庭で教育を受け、軍隊に入る前に商売と農業に携わり、どちらもささやかな成功を収めた。騎手としても良く知られていた。若い男性のゲストがパーティでアシュビーを侮辱して決闘を呼びかけたとき、アシュビーは自分がホストであり、若く拳銃を扱った経験もないゲストが生きて立ち去れるとは思えないので、そのゲストと決闘しようとはしなかった。
アシュビーは若くして傑出した騎手になり、20代で友人達と共にマウンテンレンジャーズと呼ばれる自警団騎兵中隊を組織した。このマウンテンレンジャーズが、ジョン・ブラウンによるハーパーズ・フェリー襲撃後の1859年にバージニア州民兵隊に吸収された。ブラウンの裁判と処刑の時はチャールズタウンの護衛に就いた。アシュビーは南北戦争が実際にはジョン・ブランの暴動で始まったと声明を出した。アシュビーは政治の熱心な追随者であり、州議会選挙に出馬したが、ホイッグ党（フォーキエ郡では少数党）とヘンリー・クレイの追随者だったので落選した。南北戦争が始まると、アシュビーは脱退には反対だったが、バージニア州が脱退することが明らかになると、アシュビーはジョン・レッチャー州知事を説得して民兵隊にハーパーズ・フェリーの武器庫を占領させる命令を出させた。脱退が認められたとき、アシュビーは行動を起こしたが、到着する前に北軍が武器庫とそこに保管されている15,000挺の小火器の大半を燃やした。

## 南北戦争
ハーパーズ・フェリーでアシュビーはストーンウォール・ジャクソン大佐のバージニア州民兵隊指揮を任され、ポトマック川を渡る浅瀬とハーパーズ・フェリーからポイント・オブ・ロックスまでの橋を守る任務を与えられた。その部隊はメリーランド人で南軍の同調者がバージニア州に入るのを助け、ボルティモア・アンド・オハイオ鉄道の列車運行やチェサピーク・アンド・オハイオ運河の船舶航行を妨害した。1861年6月、兄弟のリチャードがポトマック川沿岸で北軍偵察隊との交戦で戦死するという悲哀を味わった。アシュビーは、リチャードの死体を調べる機会があって、リチャードが降伏しようとしているときに銃剣で刺されたことを確信し、北部人を憎悪し、復讐を願うようになった。
1861年7月23日、ジョセフ・ジョンストン准将がアシュビーを第7バージニア騎兵隊の中佐に指名した。連隊長が病気だったためにアシュビーは連隊半分の実質的な指揮を執り、別に動かしており、連隊長が1862年2月に辞任したときに、3月12日付けで全連隊の指揮官となった。アシュビーはこの連隊の一部としてチュー大隊と呼ばれる南軍では初めての騎乗砲兵隊を組織した。第7騎兵隊は第一次ブルランの戦いに直接参戦しなかったが、ジョンストン軍がマナサス地域に動くときにこれを遮蔽して南軍を助けた。北軍はジョンストン軍がロバート・パターソン少将の部隊によって動けなくされることを期待していたが、アシュビーの遮蔽でジョンストン軍はパターソンからの干渉も無く、自由に動くことができた。
1862年春までに、第7バージニア騎兵隊は27個の歩兵と騎兵の中隊で構成される巨大な大きさになり、南北戦争の典型的な連隊よりもかなり大きなものになった。シェナンドー渓谷で全軍指揮を執っていたストーンウォール・ジャクソンはその騎兵部隊からアシュビーを剥がすことでこの状態を正そうと考え、この部隊を歩兵2個旅団に割り振るよう命じた。アシュビーは抗議のために辞任すると脅し、ジャクソンが折れた。ジャクソンは、アシュビーが規律がなく正規の軍事訓練も受けていないために准将へ昇進させることには抵抗を続けていた。それでも1862年5月23日にその昇進が通り、ウィンチェスターのテイラー・ホテルであった儀式で昇進と星章を受けた。その恒久的昇進は後にアメリカ連合国議会に確認されたが、6月にアシュビーが戦死する前のことだった。
アシュビーは人目を引く人物であり、多くの者から「南軍の黒騎士」と呼ばれた。常に純白あるいは純黒の馬に騎乗した。シェナンドー渓谷の文民トマス・A・アシュビー（親戚ではない）はアシュビーと合ったときの様子を次のように記した。

### バレー方面作戦と戦死
アシュビーの活発な偵察と遮蔽操作はジャクソンの1862年シェナンドー渓谷における伝説的バレー方面作戦の成功に強い要因となった。しかし、アシュビーがジャクソンを困らせた例もあった。第一次カーンズタウンの戦いの時に、アシュビーが北軍は4個歩兵連隊と報告し、それがジャクソン軍と同じくらいの勢力だったので、後退中の北軍部隊を攻撃した。その部隊が9,000名の全師団であることがわかり、ジャクソンは撤退を強いられた。第一次ウィンチェスターの戦いでは、ナサニエル・バンクス少将の北軍が撤退しているときに、アシュビーの部隊は捕獲した荷車からの略奪に囚われたために北軍の撤退を遮断できなかった。もしその見過ごしと規律の欠如が無ければ、北軍は徹底的に破壊された可能性があった。
ジャクソン軍が北軍ジョン・C・フレモント少将の優勢な軍隊のためにハリソンバーグからポートレパブリックに向けて撤退しているときに、アシュビーは後衛を務めた。1862年6月6日、ハリソンバーグの近くで、グッド農園のアシュビー陣地を第1ニュージャージー騎兵隊が攻撃した。アシュビーはこの騎兵攻撃を撃退したが、その後の歩兵戦で乗っていた馬が撃たれ、アシュビーは徒立ちで突撃を掛けた。数歩も行かないうちに、アシュビーは心臓を射抜かれて即死した（致命傷となった銃弾の発射元は歴史の中に埋もれた。第13ペンシルベニア予備歩兵連隊「バックテイルズ」の兵士が発射元だと主張したが、ある史料では友軍の銃撃のせいにしている）。最後の言葉は「進め勇敢なる兵士よ！」だった。その死の丁度10日前に准将に昇進したばかりだった。

## 遺産
ストーンウォール・ジャクソンの交戦報告書では次のように要約された。
アシュビーはバージニア大学墓地に埋葬されたが、1866年10月、ウィンチェスターのストーンウォール墓地で、1861年にハーパーズ・フェリーにおける北軍兵との小競り合いで戦死した兄弟のリチャード・アシュビーの横に移葬された。
バージニア州ブリッジウォーターにあるターナー・アシュビー高校は、アシュビーの栄誉を称えて名付けられた。
バージニア州ペイジ郡の著名な実業家メイジャー・アシュビー・ルーダブッシュ（1861年8月22日-1916年2月16日）の名前にはアシュビーとの関連がある。南北戦争初期、当時中佐のターナー・アシュビーがその連隊と共に馬である家庭の製粉場近くを通りかかった。アシュビーは生まれたての赤ん坊を見て、その子が名付けられたかどうかを尋ねた。それがまだであることを知ると、その赤ん坊に「メイジャー・アシュビー」と名付けるよう言った。その赤ん坊はアシュビーの上位には行けなかった（メイジャーは少佐の位も意味する）。